# Homécourt
Homécourt is een gemeente in het Franse departement Meurthe-et-Moselle in de regio Grand Est en maakt deel uit van het arrondissement Briey. De gemeente telde 6.250 inwoners op 1 januari 2022.

## Geschiedenis
In de 12e eeuw lag het castrum Rista in Homécourt, het kasteel van de familie Riste de Lunéville. Reinoud van Dammartin bracht er Ida van Boulogne naartoe bij haar schaking in 1190. Graaf Hendrik II van Bar liet de versterking in 1215 slechten.
Homécourt was de hoofdplaats van het gelijknamige kanton tot het op 22 maart 2015 werd opgeheven en de gemeenten werden opgenomen in het kanton Jarny.

## Geografie
De oppervlakte van Homécourt bedraagt 4,44 vierkante kilometer; Op 1 januari 2022 was de bevolkingsdichtheid 1.407,7 inwoners per km². De gemeente ligt aan de Orne.

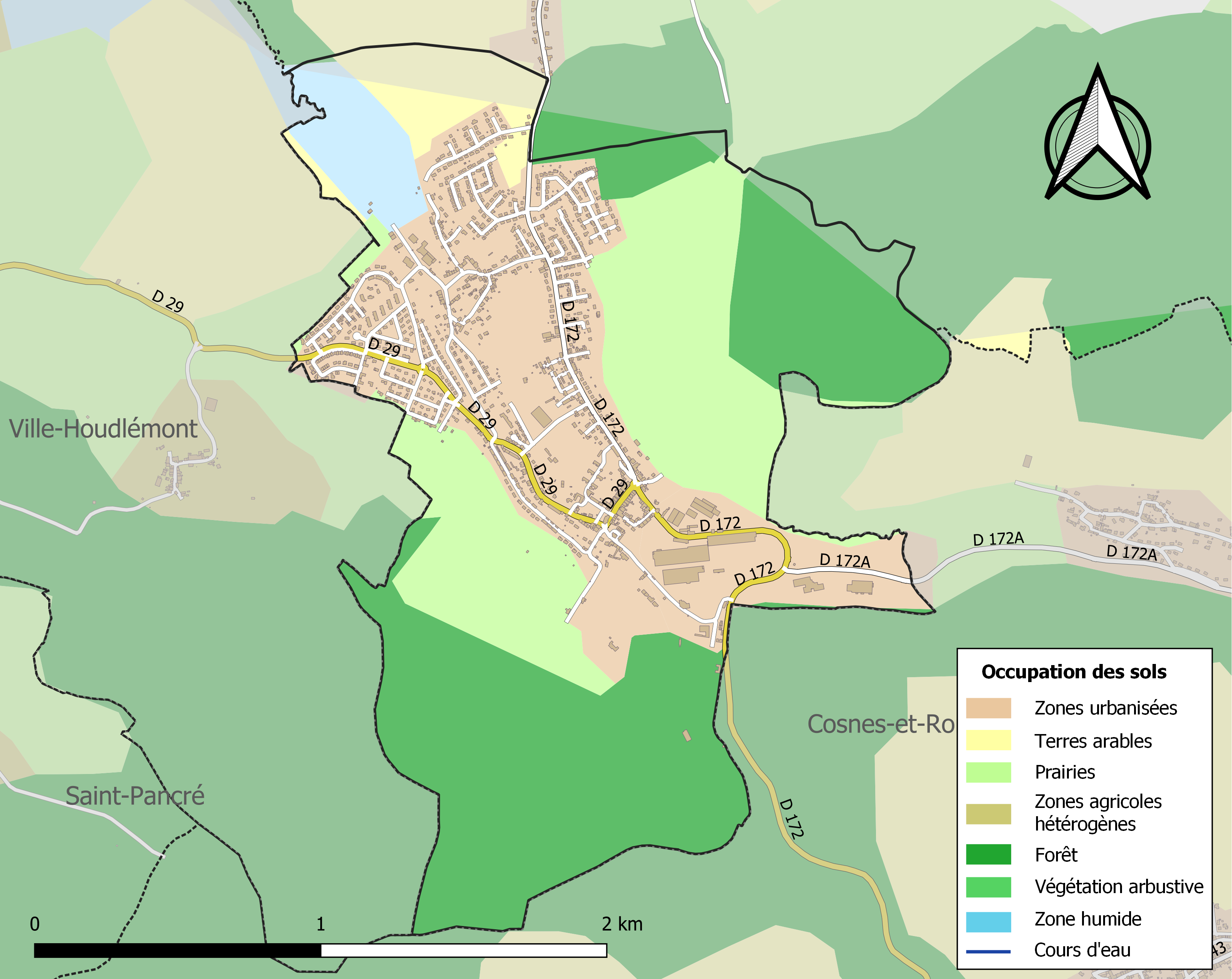
Kaart van de gemeente met de belangrijkste infrastructuur, bodemgebruik en omliggende gemeenten

## Verkeer en vervoer
In de gemeente ligt spoorwegstation Homécourt.

## Demografie
Onderstaande figuur toont het verloop van het inwonertal.
Allamont · Auboué · Batilly · Boncourt · Brainville · Bruville · Chambley-Bussières · Conflans-en-Jarnisy · Dampvitoux · Doncourt-lès-Conflans · Friauville · Giraumont · Hagéville · Hannonville-Suzémont · Hatrize · Homécourt · Jarny · Jeandelize · Jouaville · Labry · Mars-la-Tour · Moineville · Moutiers · Olley · Puxe · Puxieux · Saint-Ail · Saint-Julien-lès-Gorze · Saint-Marcel · Sponville · Tronville · Valleroy · Ville-sur-Yron · Xonville